# Dasytes nigrocyaneus
Dasytes nigrocyaneus är en skalbaggsart som beskrevs av Étienne Mulsant och Claudius Rey 1868. Dasytes nigrocyaneus ingår i släktet Dasytes, och familjen borstbaggar. Enligt den svenska rödlistan är arten sårbar i Sverige. Arten förekommer i Götaland och Öland. Artens livsmiljö är skogslandskap, jordbrukslandskap, stadsmiljö.